# Passeport bolivien
Le passeport bolivien est un document de voyage international délivré aux ressortissants boliviens, et qui peut aussi servir de preuve de la citoyenneté bolivienne. 

## Liste des pays sans visa ou visa à l'arrivée
- Mali [réf. nécessaire]